# Cornelius Wagner

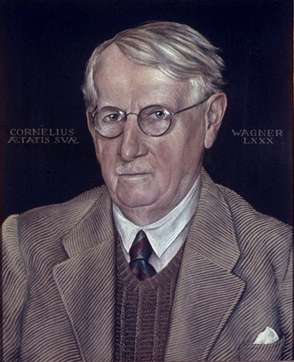
Cornelius Wagner, gemalt von Werner Schramm, 1951

Cornelius „Corny“ Wagner (* 10. August 1870 in Dresden; † 26. August 1956 in Söcking bei Starnberg) war ein deutscher Landschafts- und Marinemaler.
Er war ein gegenständlicher Maler und wird der Düsseldorfer Malerschule zugerechnet. Er schuf mehr als 100 Ölgemälde, Ölstudien, Aquarelle, Gouachen, Zeichnungen und zahlreiche Arbeiten für öffentliche Bauten, u. a. malte er 1935 die Bahnhofshalle Duisburg aus. Seine Werke erwarben Museen der Städte Düsseldorf, Köln, Koblenz und Oldham (England) sowie das Deutsche Schifffahrtsmuseum in Bremen.

## Leben
Cornelius Wagner war der Sohn des Historien- und Marinemalers Karl Wagner sowie Bruder der Porträtmalerin Juliette Wagner. Im Alter von 15 Jahren kam Wagner zur Düsseldorfer Kunstakademie (Studium bis 1895) und war ein Schüler von Eugen Dücker. Er unternahm Studienreisen nach Westindien (1897) und nach Argentinien (1904). 1906 ließ er sich in Düsseldorf-Kaiserswerth nieder und blieb dort bis 1955 beheimatet. Wagner war ein Freund von Wilhelm Degode und Max Clarenbach. 1955 siedelte er an den Starnberger See um, wo er ein Jahr später 86-jährig starb.
Cornelius Wagners Werk zeigt eine deutliche Affinität zum Wasser. So thematisierte in seinen Arbeiten meist Häfen, Molen, Schiffe und Werftanlagen, ab 1920 auch die Rheinschifffahrt. Ein besonderer Fokus lag weiterhin auf die deutsche Nordsee, vor allem auf dem Hamburger Hafen.
Wagner nahm nur an einer geringen Anzahl von Ausstellungen teil. Er nahm an Kollektivausstellungen im Rheinland, davon drei in Düsseldorf und eine in Zürich vor dem Ersten Weltkrieg teil. 1938, 1941, 1943 und 1944 war er auf der Großen Deutschen Kunstausstellung in München mit vier Bildern vertreten. Dabei erwarb 1938 der NS-Führer Hermann Esser das Ölgemälde „Hamburger Hafen“.
Der Düsseldorfer Kunstverein für die Rheinlande und Westfalen widmete ihm im April 1959 eine Gedächtnisausstellung mit Bildern aus der Zeit von 1889 bis 1949, ein Querschnitt durch 60 Jahre seines Schaffens.

## Werke (Auswahl)

The coaling derrick ‚Atlas 1‘ (1896), Royal Museums Greenwich

- The coaling derrick ‚Atlas 1‘ (1896), Öl auf Leinwand
- Schiff an Mole (1901), Öl auf Leinwand
- Sommer in Arosa (1917), Öl auf Leinwand
- Fischerboote (1920), Öl auf Karton
- Hamburger Hafen (1925), Öl auf Leinwand
- Industriehafen im Abendlicht (1925), Öl auf Leinwand
- Rheinschlepper (1926), Ölstudie
- Mondaufgang (1926), Öl auf Leinwand
- Les industries sur le Rhin (1930), Öl auf Leinwand
- Die geöffnete Pontonbrücke über den Rhein bei Kaiserswerth (1941), Öl auf Holz